# Veronika Morscher

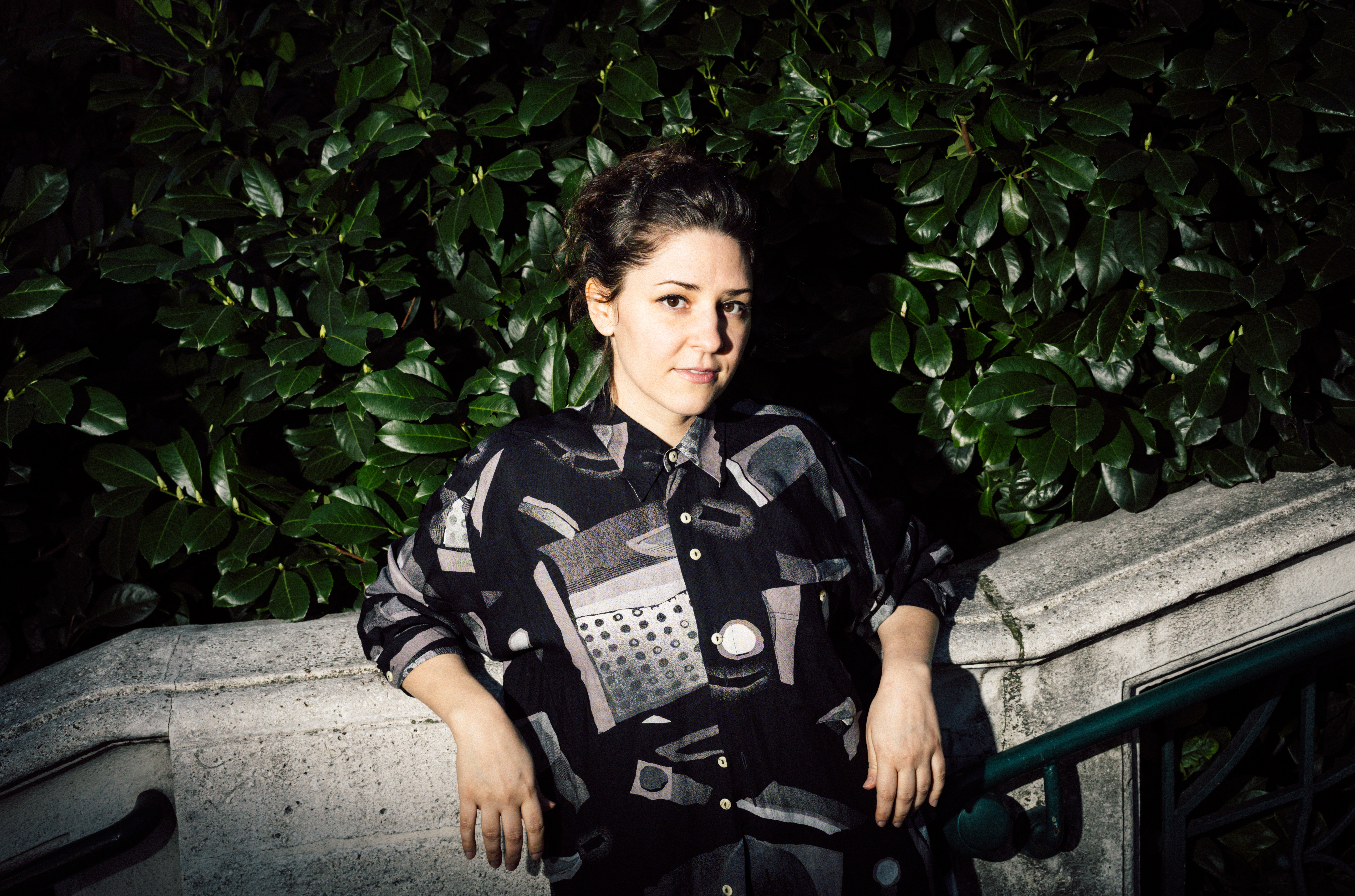
Veronika Morscher (2024)

Veronika Morscher (* 1. Juni 1991 in Bregenz) ist eine österreichische Singer-Songwriterin und Jazzsängerin.

## Leben und Wirken
Morscher, die in Lauterach (Vorarlberg) aufwuchs, erhielt früh eine musikalische Grundausbildung. Ab dem 14. Lebensjahr erhielt sie Gesangunterricht. 2007 gehörte sie zu den Gewinnerinnen des Marianne-Mendt-Jazzfestivals in St. Pölten, wo auch ein Mitschnitt ihrer Version des Songs Night and Day für die Festival-CD entstand. Nach Stimmunterricht bei Aja Zischg-Eberle am Jazzseminar Dornbirn und dem Abschluss ihrer Matura am Bundesgymnasium Blumenstraße in Bregenz 2009 zog sie nach Boston, wo sie am Berklee College of Music Jazzgesang studierte. Sie setzte nach dem Abschluss ihres Bachelors im Herbst 2012 ihr Masterstudium am Konservatorium Privat-Universität Wien und an der Hochschule für Musik und Tanz Köln fort. Anschließend absolvierte sie ihr Psychologie-Bachelorstudium an der Universität zu Köln und ihr Psychologie-Masterstudium an der Universität Maastricht und eine Ausbildung zur zertifizierten Yoga-Lehrerin (BYO/EUY).
2013 fanden begleitet von ihrer international zusammengesetzten Band die Aufnahmen für ihr Debüt-Album My Heart On a String in den USA statt; 2015 folgte das Trio-Album Shadow Loves the Sun. Von 2014 bis 2016 gehörte sie als 1. Sopran zum Bundesjazzorchester (Groove and the Abstract Truth, 2016). Sie ist Mitglied des Vokalensembles Of Cabbages and Kings mit Zola Mennenöh, Rebekka Ziegler und Laura Totenhagen, mit dem sie drei Alben veröffentlichte.
Im Juni 2024 veröffentlichte Morscher ihr zweites Album "Blooming", welches auf LowSwing Records erschienen ist. Ihre Band besteht aus dem Gitarristen Hanno Busch, Pianisten Kit Downes, Bassistin Lisa Hoppe und Schlagzeuger Amir Bresler. Sie arbeitete auch mit Ines Reiger, Emil Spányi, Heinz von Hermann, Peter Hedrich und Agnes Heginger. Außerdem singt sie in verschiedenen Formationen in Deutschland und Österreich und ist u. a. auf den Alben Calling on Everyone von Michael Merrett (2011) und Ascent bzw. Adventures von Pablo Held, Die Suche nach der eignen Welt von Bertram Burkert  und Agreements von Matthew Halpin zu hören.
Morscher war Lehrbeauftragte für Jazz-Gesang an der Hochschule für Musik und Tanz Köln und ist seit 2023 als Lehrbeauftragte an der Hochschule für Musik und Darstellende Kunst Frankfurt am Main sowie der Universität für Musik und darstellende Kunst Wien tätig.

## Preise und Auszeichnungen
2017 wurde Morscher zusammen mit Fabio Devigilli, Andreas Broger, Benjamin Omerzell, David Soyza, Johannes Bär und Martin Grabher mit dem Kulturpreis des Landes Vorarlberg ausgezeichnet. Weiterhin erhielt sie im Rahmen der „Kulturpreis Vorarlberg“-Verleihung einen Anerkennungspreis für ihre Komposition River, Show No Mercy. 2019 erhielt Morscher den Förderpreis des Jazzfest Bonn. 2023 wurde Tales from the Wooden Kingdom, ihre Zusammenarbeit  mit Heiner Schmitz und dem Cologne Contemporary Jazz Orchestra in der Kategorie „Bestes Vokalalbum des Jahres“ für den Deutschen Jazzpreis nominiert.

## Diskografische Hinweise
- My Heart On a String (HGBS 2014)

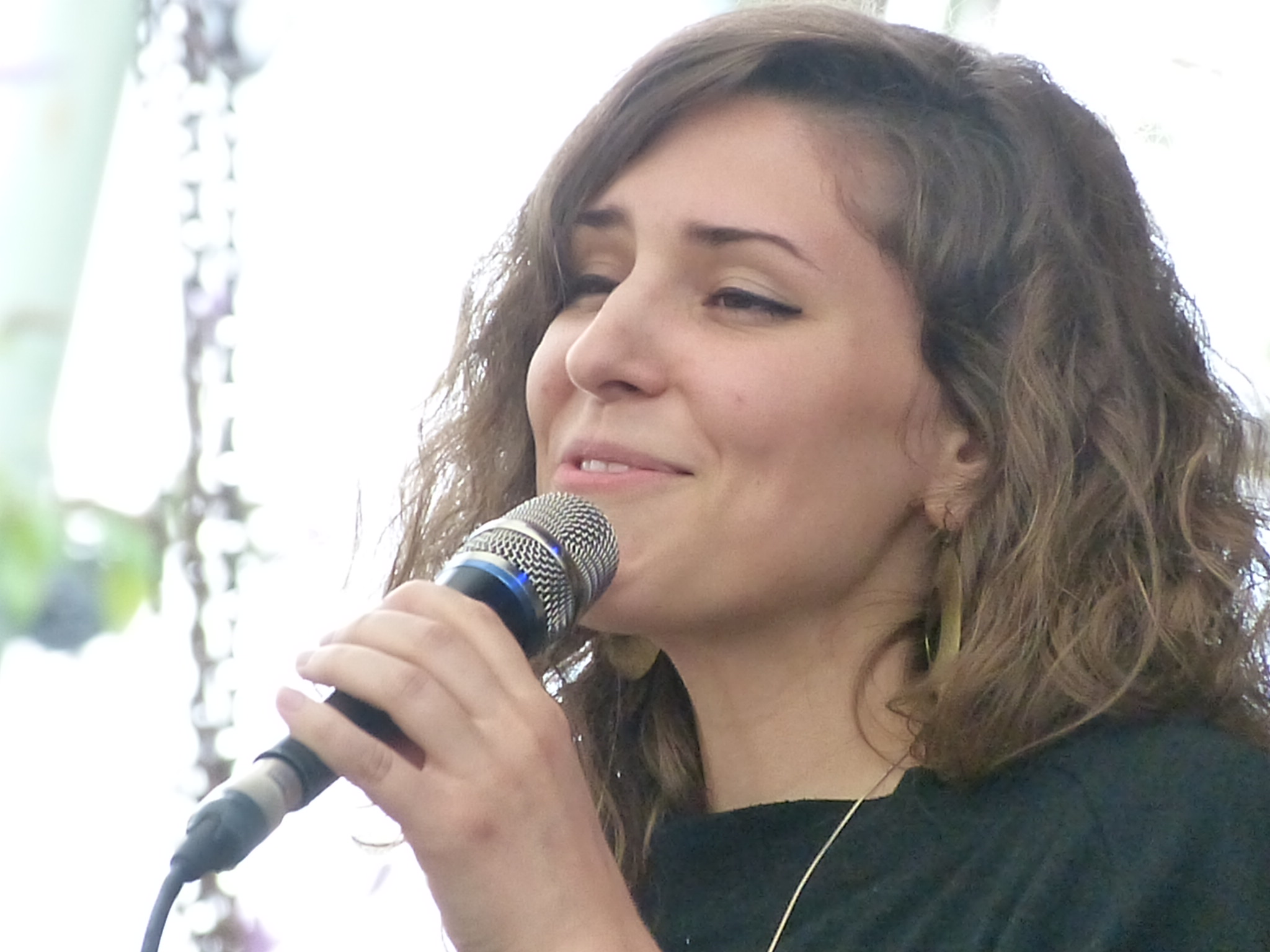
Veronika Morscher (2017)

- Veronika Morscher & Matthew Halpin: Shadow Loves the Sun (The Owl Ones 2015, mit Pablo Held bzw. Kit Downes)
- Peter Hedrich feat. Jiggs Whigham: New Hope (Mons Records 2018, mit Tim Sammel, Felix Hauptmann, Nicolai Amrehn, Kevin Naßhan)
- Heiner Schmitz, Cologne Contemporary Jazz Orchestra, Veronika Morscher: Tales from the Wooden Kingdom (Klaeng Records 2022)
- Veronika Morscher: Blooming (2024 mit Kit Downes, Hanno Busch, Lisa Hoppe, Amir Bresler)